# Air Bucharest
Air Bucharest fue un aerolínea chárter rumana con sede en Bucarest. Su base principal era el Aeropuerto Internacional de Bucarest-Henri Coandă.

## Flota histórica
La flota de Air Bucharest consistió en las siguientes aeronaves:
| Aeronaves      | Total | Introducido | Retirado | Matrículas      |
| -------------- | ----- | ----------- | -------- | --------------- |
| Boeing 737-300 | 2     | 2010        | 2022     | YR-TIB y YR-YAP |
| Boeing 737-400 | 1     | 2015        | 2016     | YR-SKI          |